# کارول بیر سیجر
کارول بـِـیر سِـیجر (انگلیسی: Carole Bayer Sager؛ زادهٔ ۸ مارس ۱۹۴۷) نقاش، خواننده، ترانه‌سرا و سرایندهٔ تصنیف اهل ایالات متحده آمریکا است.
او در سال ۱۹۸۱ میلادی، برندهٔ جایزه اسکار بهترین ترانه شد و در مجموع ۶ مرتبه نامزد دریافت جایزه اسکار بوده است. ه
مچنین وی ۷ مرتبه نامزد دریافت جایزه گلدن گلوب و ۹ مرتبه نامزد دریافت جایزه گرمی بوده که به ترتیب، ۲ و ۱ مرتبه، برندهٔ این جوایز مهم شده است و نامش در سال ۱۹۸۷ میلادی، در تالار مشاهیر ترانه‌سرایان ثبت شد.